# Genfbachtal südöstlich Nettersheim
Koordinaten: 50° 29′ 6″ N, 6° 39′ 1″ O

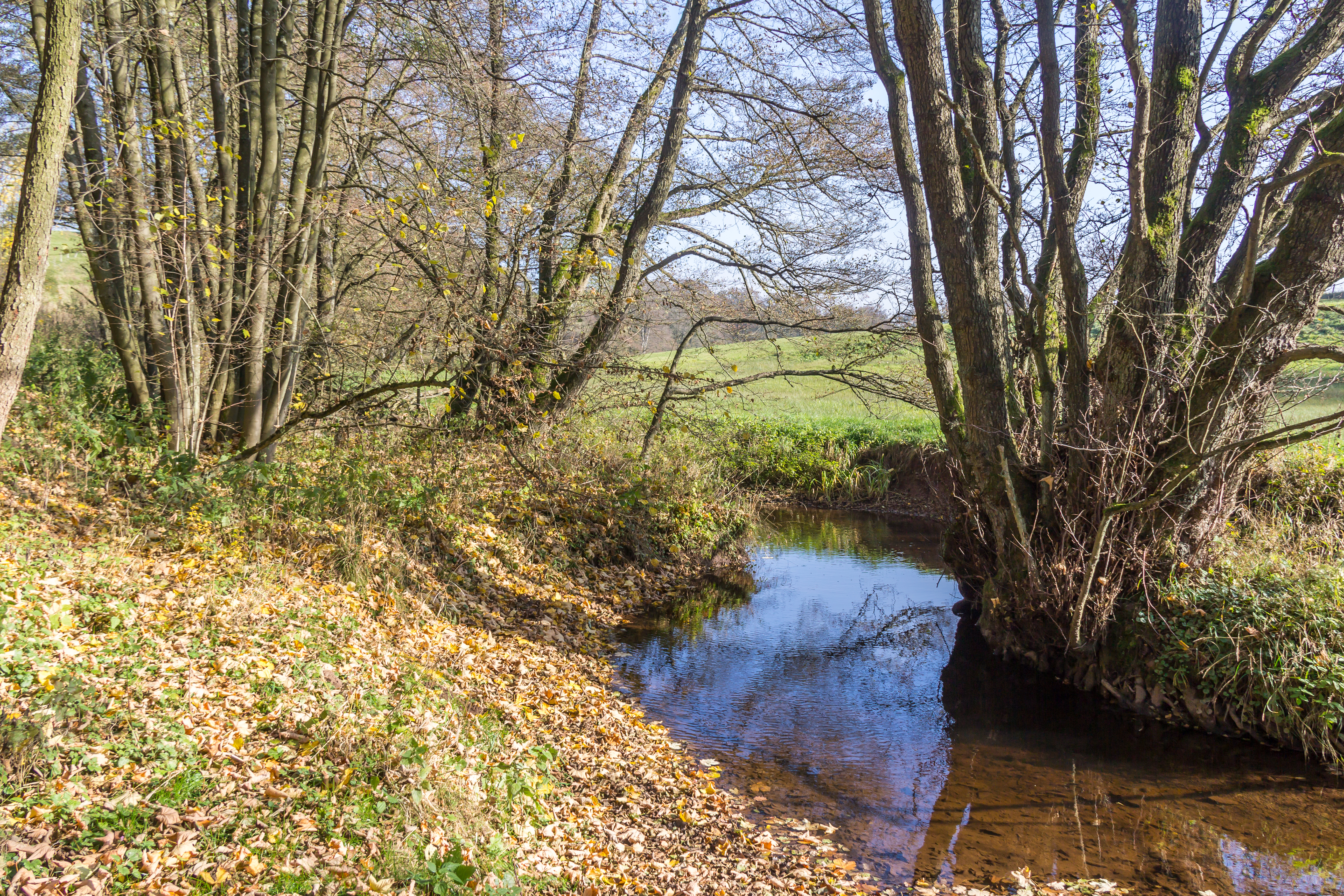
Der Genfbach im Naturschutzgebiet Genfbachtal südöstlich Nettersheim (Oktober 2015)

Das Naturschutzgebiet Genfbachtal südöstlich Nettersheim liegt auf dem Gebiet der Gemeinde Nettersheim im Kreis Euskirchen in Nordrhein-Westfalen.
Das Gebiet erstreckt sich südöstlich des Kernortes Nettersheim entlang des Genfbaches. Am östlichen Rand verläuft die A 1. 

## Bedeutung
Für Nettersheim ist seit 1990 ein 132,04 ha großes Gebiet unter der Kenn-Nummer EU-034 als Naturschutzgebiet ausgewiesen. Die Unterschutzstellung erfolgt wegen der Bedeutung eines großen Teils des Gebietes für die Errichtung eines zusammenhängenden ökologischen Netzes besonderer Schutzgebiete in Europa.